# Pluimmeestiran
De pluimmeestiran (Anairetes parulus) is een zangvogel uit de familie Tyrannidae (tirannen).

## Verspreiding en leefgebied
Deze soort komt voor in het westen en zuiden van Zuid-Amerika en telt drie ondersoorten:
- A. p. aequatorialis: van zuidelijk Colombia tot noordelijk Argentinië.
- A. p. patagonicus: centraal Argentinië.
- A. p. parulus: zuidelijk Chili en zuidwestelijk Argentinië.

## Status
De grootte van de populatie is niet gekwantificeerd maar de soort wordt omschreven als algemeen. Op de Rode lijst van de IUCN heeft deze soort de status niet bedreigd.